# Abu l-Wafa

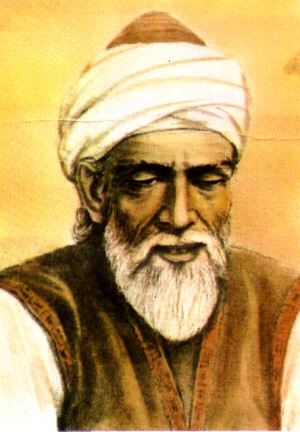
Abu l-Wafa

Abu l-Wafa, vollständiger Name arabisch أبو الوفا محمد بن محمد بن يحيى بن إسماعيل بن العباس البوزجاني Abu l-Wafa Muhammad ibn Muhammad ibn Yahya ibn Isma'il ibn al-'Abbas al-Buzdschani, DMG Abū l-Wafā Muḥammad bin Muḥammad bin Yaḥyā bin Ismāʿīl bin al-ʿAbbās al-Būzǧānī, (geboren am 10. Juni 940 in Buzjan, nahe Nischapur in der ostiranischen Region Chorasan; gestorben am 15. Juli 998 in Bagdad) war ein herausragender persischer Mathematiker und Astronom des Mittelalters, welcher mehrere Bücher über angewandte Mathematik schrieb, verschiedene bedeutende trigonometrische Entdeckungen machte und mittlerweile verloren gegangene Kommentare zu den Werken von Euklid, Diophant von Alexandrien und al-Chwarizmi verfasste.

## Biographie
Abu l-Wafa wuchs zur Zeit der Machtübernahme durch die Buyiden-Dynastie (herrschte im westlichen Iran und Irak von 945 bis 1055) auf und wirkte zu ihrer Hochzeit unter der Regentschaft von Adud ad-Daula (reg. 949–983). Dieser war ein großer Förderer der Kunst und der Wissenschaften und zog neben Abu'l-Wafa noch andere herausragende Gelehrte, wie die Mathematiker Abu Sahl al-Quhi und as-Sidschzi, an seinen Hof nach Bagdad.
Auch unter dessen Sohn, dem nachfolgenden Emir Scharaf ad-Daula, arbeitete al-Wafa in Bagdad und war dort neben al-Quhi am 988 fertiggestellten Observatorium beteiligt. Unter den Instrumenten befanden sich unter anderem ein mehr als 6 Meter langer Quadrant und ein Sextant aus Stein mit über 18 Metern Länge. Damit war es Abu l-Wafa möglich, neben vielen anderen astronomischen Beobachtungen die Neigung der Ekliptik, die Länge der Jahreszeiten und den Längengrad Bagdads zu bestimmen. Nach dem Tod Scharaf ad-Daulas wurde das Observatorium aber umgehend wieder geschlossen. Al-Wafa arbeitete auch mit al-Bīrūnī in Choresmien zusammen, um aus der simultanen Beobachtung der Mondfinsternis am 24. Mai 997 die Differenz der Längengrade der beiden Orte exakter zu bestimmen. Entgegen gelegentlicher Behauptungen hat er aber nicht die Unregelmäßigkeiten der Mondumlaufbahn entdeckt.

## Werk
Bekannt ist Abu l-Wafa für den ersten Gebrauch der Tangensfunktion, und für die Erstellung von Tabellen für die sechs trigonometrischen Funktionen in 15'-Intervallen (entspricht einem Viertel Grad). Die angegebenen Werte sind auf acht Dezimalstellen genau (zum Vergleich: Ptolemäus’ Werte waren nur auf drei Nachkommastellen exakt). Er führte auch die Funktionen des Sekans und Kosekans ein und nahm moderne mathematische Entwicklungen vorweg, als er vorschlug, die trigonometrischen Funktionen über den Einheitskreis zu definieren. Diese Ausarbeitungen wurden von al-Wafa im Rahmen seiner Untersuchung der Mondumlaufbahn vorgenommen.
In den Jahren nach 961 verfasste al-Wafa ein Mathematiklehrbuch für Schriftgelehrte und Geschäftsleute, das Kitāb fī mā yaḥtaǧ ilayhi al-kuttāb waʾl-ʿummāl min ʿilm al-ḥisāb („Buch über das, was notwendig ist aus der Wissenschaft der Arithmetik zu kennen, für Schriftgelehrte und Geschäftleute“). Obwohl al-Wafa ein Experte im Gebrauch indischer Ziffern war, schrieb er in diesem Buch alle Zahlen in Worten aus, die Berechnungen müssen also im Kopf nachvollzogen werden. Dies war zu jener Zeit durchaus noch üblich, da unter dem angesprochenen Personenkreis die Verwendung der indischen Ziffern, bei uns heute zumeist arabische Ziffern genannt, noch lange Zeit nicht in Gebrauch war.
Al-Wafa schrieb nach 990 ein weiteres Anwendungsbuch für den Praktiker, das Kitāb fī mā yaḥtaǧ ilayhi aṣ-ṣāniʿ min al-aʿmāl al-handasiyya („Buch über das, was notwendig ist von den geometrischen Konstruktionen zu kennen, für Handwerker“). Unter vielem anderen handelt es von der Konstruktion rechter Winkel, Konstruktion von Parabeln und regelmäßigen Polygonen. Dabei versucht al-Wafa weitgehend mit Lineal und (einem fest eingestellten) Zirkel auszukommen. Für nicht durch Konstruktion lösbare Probleme, wie zum Beispiel die Dreiteilung des Winkels, die zu den klassischen Problemen der antiken Mathematik gehört, gibt er Konstruktionen mit anderen Hilfsmitteln an, so Neusis-Konstruktionen und Zirkeln mit fester Radiuseinstellung. Bei der Konstruktion des regelmäßigen Heptagons gibt er nur eine (sehr gute) Näherungslösung an.
In einem weiteren Werk, dem Kitab al-Kamil (Komplette Buch), präsentiert al-Wafa eine vereinfachte Version von Ptolemäus’ Almagest, aus dem viele spätere Astronomen die Observationsdaten entnommen und für eigene Berechnungen genutzt haben.

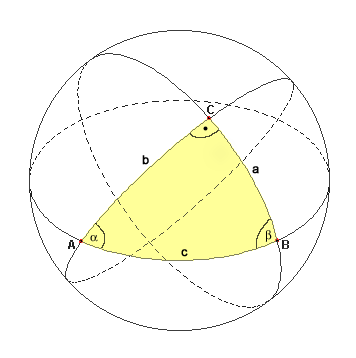
Rechtwinkliges Dreieck auf einer Kugel

Al-Wafa vereinfachte die antiken Methoden der sphärischen Trigonometrie und bewies das Sinusgesetz für allgemeine sphärische Dreiecke:
{\displaystyle {\frac {\sin(A)}{\sin(a)}}={\frac {\sin(B)}{\sin(b)}}={\frac {\sin(C)}{\sin(c)}}}
Daneben etablierte er verschiedene trigonometrische Identitäten, wie zum Beispiel:
{\displaystyle \sin(a+b)=\sin(a)\cos(b)+\cos(a)\sin(b)\;\;}
{\displaystyle \cos(2a)=1-2\sin ^{2}(a)\;\;}
{\displaystyle \sin(2a)=2\sin(a)\cos(a)\;\;}
Zur Ehrung von Abu l-Wafas astronomischen Erkenntnissen wurde der Mondkrater Abul Wáfa nach ihm benannt.